# Christian Hülsen

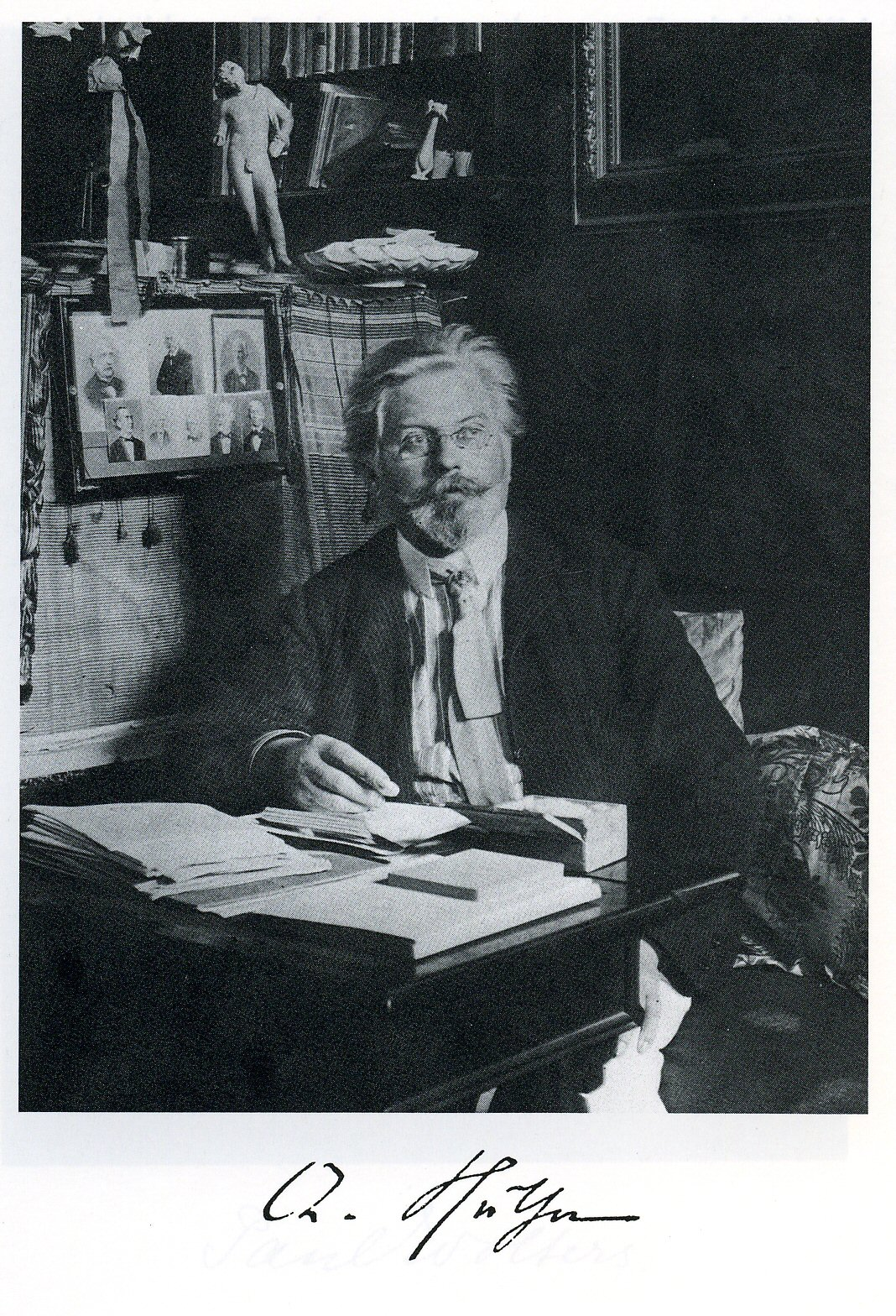
Christian Hülsen

Christian Hülsen (Berlino, 29 novembre 1858 – Firenze, 19 gennaio 1935) è stato uno storico dell'architettura tedesco, dapprima storico delle antichità romane, topografiche ed epigrafiche, convertitosi in seguito agli studi di storia dell'architettura medioevale e rinascimentale.

## Opere
- Il Foro Romano - Storia e Monumenti, Loescher, Torino 1905 (Disponibile online qui).
- (con Henri Jordan) Topographie der Stadt Rom im Alterthum. Volume I, Berlino, Weidmannsche Buchhandlung, 1907
- Le chiese di Roma nel medio evo, cataloghi ed appunti, Firenze, Olschki, 1927